# Tommaso d’Ocra
Tommaso d’Ocra (zm. 29 maja 1300) – włoski kardynał.

## Życiorys
Niewiele wiadomo o jego młodości. Przyłączył się do zakonu celestynów, założonego przez Pietro del Murrone i został opatem klasztoru S. Giovanni in Piano. Del Murrone w lipcu 1294 został papieżem Celestynem V i na konsystorzu celebrowanym 18 września tego roku mianował go kardynałem prezbiterem S. Cecilia i kamerlingiem Świętego Kościoła Rzymskiego. Niechętnie zaakceptował tę promocję. Uczestniczył w konklawe 1294 po abdykacji Celestyna V. Protoprezbiter Świętego Kolegium Kardynałów od 1295. W 1296 przewodniczył pogrzebowi Celestyna V. Zmarł w Neapolu.